# Calystegia pubescens
Calystegia pubescens là một loài thực vật có hoa trong họ Bìm bìm. Loài này được Lindl. mô tả khoa học đầu tiên năm 1846.

## Hình ảnh

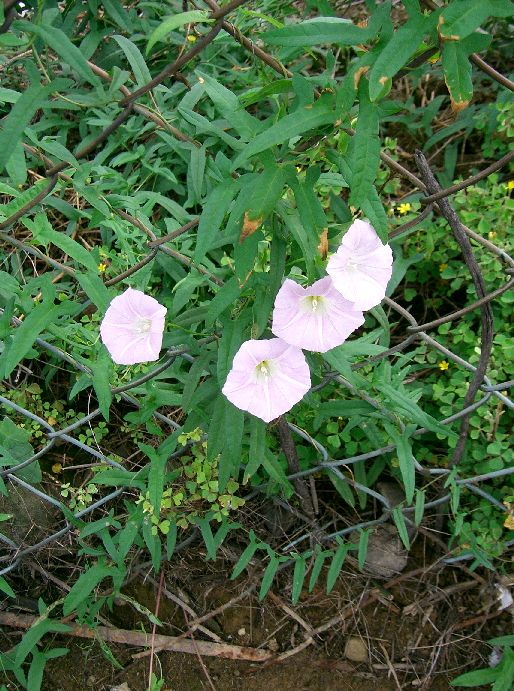
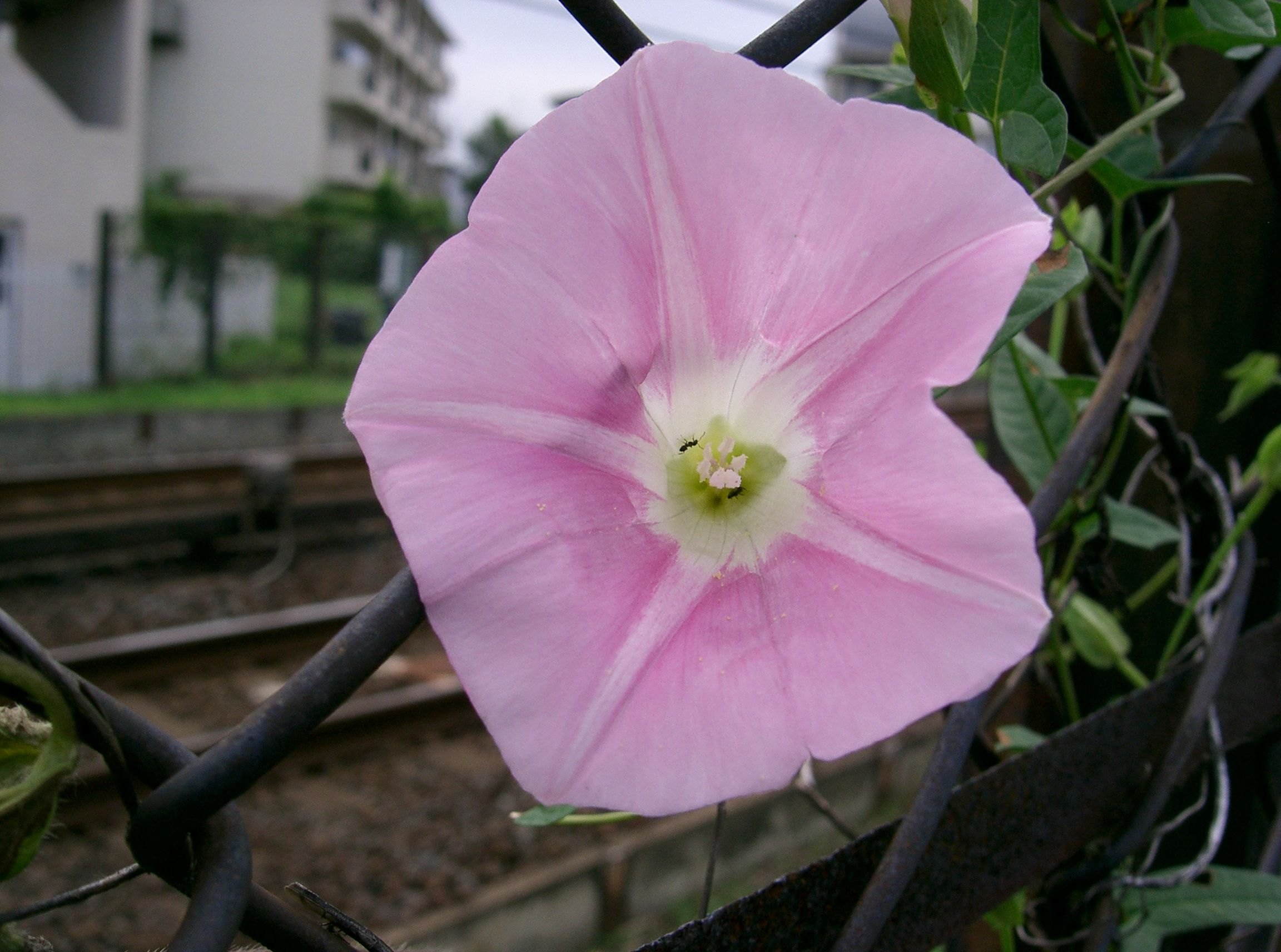
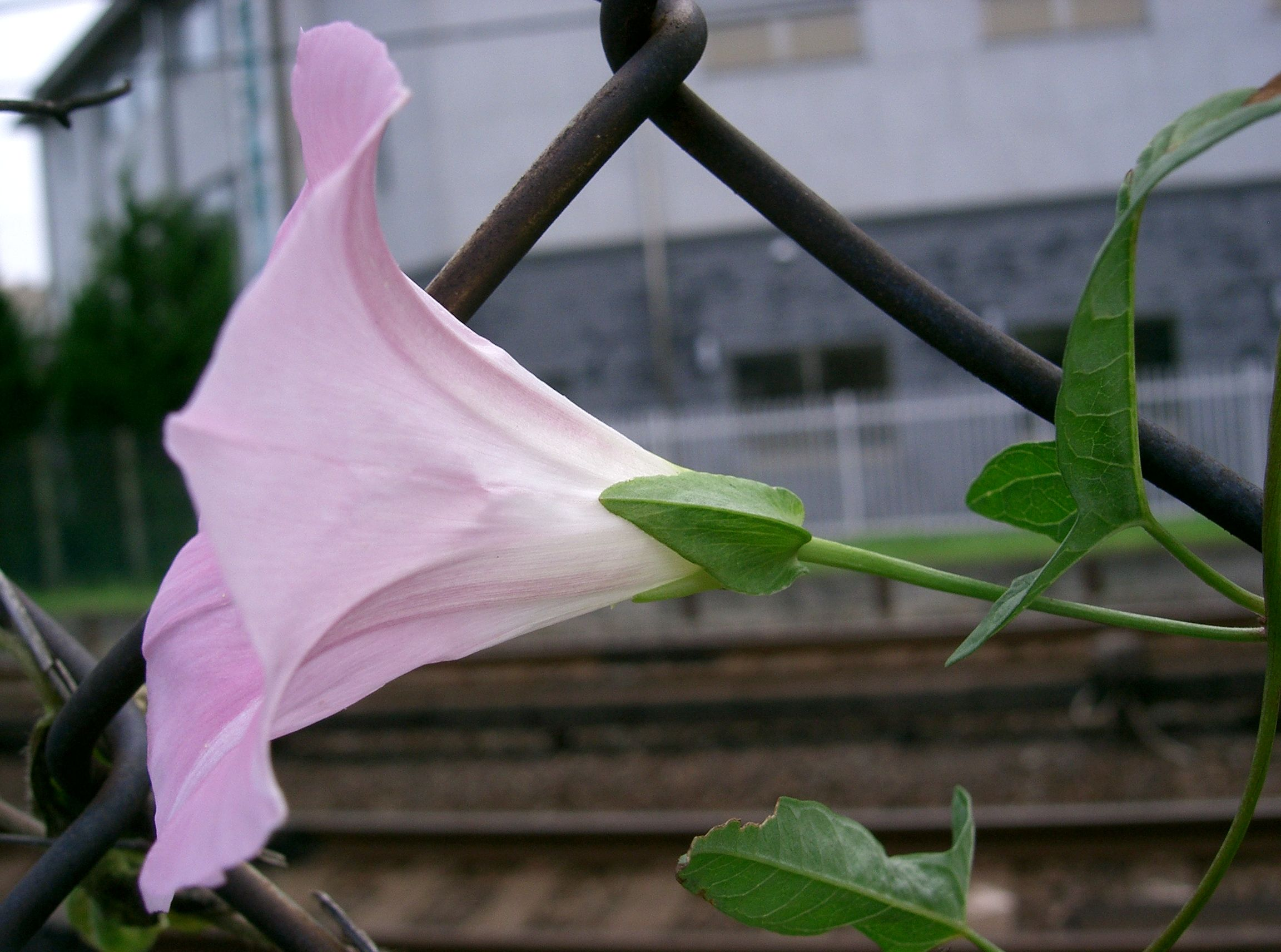